# Jack Baillet
Pour les articles homonymes, voir Baillet.
Jack Baillet (Lesdins, 13 mars 1921 - Paris 5e, 23 mai 2007) est un auteur, médecin, cardiologue, médecin nucléaire et physiologiste français.

## Biographie
Médecin (thèse Paris octobre 1944) ; ancien Interne des Hôpitaux de Paris (1946-1950) ; licencié ès sciences (1951), docteur ès Sciences (thèse Paris 1956) ; nommé Professeur de physiologie humaine à la faculté de Médecine de Paris et Biologiste des Hôpitaux en 1966 ; Chef du service d'explorations fonctionnelles et de médecine nucléaire de l'hôpital Broussais (1973-1987).
Jack Baillet fut l’un des premiers praticiens français à obtenir le certificat du Commissariat à l'énergie atomique (C.E.A.) lui permettant d’utiliser les isotopes radioactifs en médecine nucléaire pour l'étude normale et pathologique du système circulatoire (débit cardiaque, microcirculation périphérique, circulation pulmonaire en particulier dans l'embolie pulmonaire) et les régulations endocriniennes et homéostasiques générales grâce à la radio-immunologie.
Auteur en 1970 de deux articles dans l'Encyclopedia Universalis ("Régulation de la glycémie" et "Homéostasie", il rédigea un Précis de Physiologie Humaine qui, pour la physiologie d’organe, continue de faire référence. Membre du Groupe des Dix, de la Société philomathique de Paris et se réclamant non sans humour de la Biosophie (terme qu'il remit au goût du jour), il fut également l’auteur de plusieurs autres ouvrages ayant en commun de prendre sérieusement le parti philosophique d'en sourire mais en s’appuyant sur le réel, autrement dit la science notamment biologique.

## Ouvrages
- Précis de Physiologie Humaine, coécrit avec Erik Nortier, préface de Roger Guillemin (Prix Nobel de physiologie et de médecine 1977) Édition Marketing-Ellipses-1992 - 2 tomes  (ISBN 2-7298-9268-0)
- Jack Baillet et Jean-Paul Demarez, Examen critique et raisonné des philosophes contemporains : de leur vie, doctrines et opinions, Paris, Les Belles Lettres, 1999, 213 p. (ISBN 2-251-39030-8)
- Jack Baillet, Jean-Paul Demarez et Erik Nortier, De retour de Babel : une histoire biosophique du primate humain, Paris, Estem, 2003, 617 p. (ISBN 2-84371-198-3)
- Jean-Paul Demarez, Pierre Ourbak et Jacques Baillet (+), L’horreur est humaine - D’où venons-nous ? Qui sommes-nous ? Où ferions-nous mieux de ne pas aller ?, Introduction de Roger Guillemin, Éditions STEGGOF, 2013  (ISBN 9782370370006)